# Fyrby, Öja

Fyrby är en by i Öja socken, Eskilstuna kommun, norr om Öja kyrka.
Byn omtalas i skriftliga handlingar första gången 1415. Byn är numera indelad i två byhalvor, Östra och Västra Fyrby. Västra Fyrby tillhörde tidigare Biby. I byn finns en välbevarad gulputsad manbyggnad från 1700-talet samt en stor ladugård i gråsten med mörkare stenar i murfogarna, uppförd 1858. I Östra Fyrby finns flera byggnader från 1700-talet och början av 1800-talet, bland annat två enkelstugor, en tvillingstuga samt en tvåvånings parstuga.